# FS ALe 790

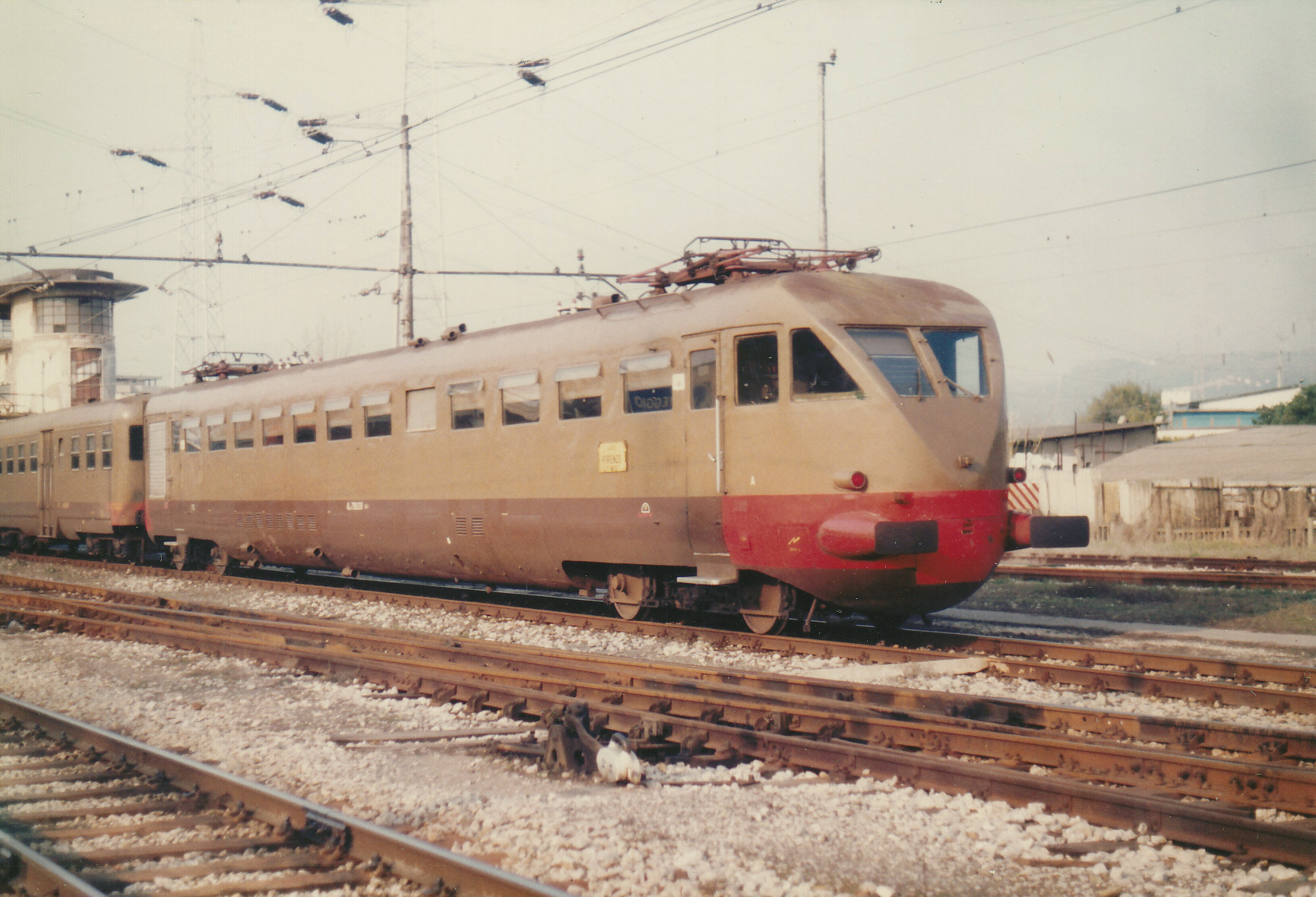
ALe 790 der 2. Serie mit aerodynamischer Kopfform

Die Triebwagen der Baureihen ALe 790 der italienischen Ferrovie dello Stato (FS) waren leichte Elektrotriebwagen, die anfänglich für Schnellzüge eingesetzt wurden, später aber vor allem im Regionalverkehr anzutreffen waren. Die 66 Fahrzeuge wurden teils vor dem, teils nach dem Zweiten Weltkrieg geliefert. Die Wagenkasten der Triebwagen gab es in zwei verschiedenen Ausführungen: einmal mit beidseitig geraden Stirnwänden oder einmal in einer asymmetrischen Ausführung mit gerader Stirnwand auf einer Seite und aerodynamischer Viperkopfform auf der anderen Seite.

## Geschichte
Die 1937 gelieferten Triebwagen der Baureihen ALe 792 und ALe 882 waren sehr erfolgreich, hatten aber den großen Nachteil, dass sie zwei aerodynamische Kopfenden hatten ohne Personenübergänge. Dadurch war bei längeren Zügen mit Triebwagen in Mehrfachtraktion sehr viel Personal für die Fahrgastbetreuung notwendig, weil dieses zwischen den Triebwagen nicht zirkulieren konnte. Es wurde deshalb 1938 eine erste Serie von 22 Triebwagen beschafft, die gerade Stirnfronten hatten und mit Personenübergängen ausgerüstet waren, die einen Übergang zum Nachbarfahrzeug erlaubten. Aus den Triebwagen wurde die Baureihe ALe 880 abgeleitet, die eine reine 3. Klass-Bestuhlung hatte.
Während des Zweiten Weltkriegs gingen von dieser ersten Serie vier Fahrzeuge verloren, weitere 16 wurden 1946 zu ALe 880 umgebaut, sodass von dieser ersten Serie einzig die beiden Wagen mit den Nummern 009 und 013 erhalten blieben.
Nach dem Krieg wurde eine zweite Serie von 44 Triebwagen abgeliefert, die zwar schon 1939 bestellt worden war, aber wegen der Kampfhandlungen nicht mehr zur Auslieferung kam. Wie die ab 1939 gelieferten Triebwagen der Baureihe ALe 880 erhielten die Triebwagen der zweiten Serie einen Wagenkasten, der auf einer Seite eine gerade Stirnwand mit Personenübergang hatte, auf der anderen Seite aber eine aerodynamische Front, die an eine Viper erinnerte und keinen Personenübergang hatte.
| Nummern         | Anzahl | Serie | Baujahr      | Hersteller | Wagenkasten                                 |
| --------------- | ------ | ----- | ------------ | ---------- | ------------------------------------------- |
| ALe 790.001-022 | 22     | 1     | 1938         | Fiat 1)    | zwei gerade Stirnfronten                    |
| ALe 790.023-037 | 15     | 2     | 1943–1944    | Savigliano | asymmetrisch mit Vipernkopf auf einer Seite |
| ALe 790.038-047 | 10     | 2     | 1942–1944    | OM         | asymmetrisch mit Vipernkopf auf einer Seite |
| ALe 790.048-051 | 4      | 2     | 1946         | OM         | asymmetrisch mit Vipernkopf auf einer Seite |
| ALe 790.052     | 1 2)   | 2     | 1945         | OM         | asymmetrisch mit Vipernkopf auf einer Seite |
| ALe 790.053-068 | 16 3)  | 2     | 1942–1944 4) | Ansaldo    | asymmetrisch mit Vipernkopf auf einer Seite |
| Total           | 68     |       |              |            |                                             |

1) genietete Wagenkasten aus Aluminium
2) nicht abgeliefert, beim Brand des Werks zerstört
3) 067 und 068 nicht abgeliefert, zerstört durch Kampfhandlungen
4) 066: Baujahr 1945

## Einsatz
Die Triebwagen wurden anfangs für Schnellzüge eingesetzt, die aus einem oder mehreren Triebwagen bestanden. Mehr als vier Einheiten wurden selten eingesetzt, da diese Dienste von Elektrotriebzügen oder lokbespannten Zügen übernommen wurden. Die Triebwagen verkehrten selten als Einzelfahrzeuge, sie waren meist mit einem Beiwagen Le 460 oder in einer Komposition mit zwei Triebwagen am Ende und dazwischen ein bis zwei Le 460 unterwegs, es gab aber auch Züge die aus zwei bis drei Triebwagen bestanden. Für die mittleren Triebwagen wurden Fahrzeuge mit glatten Stirnwänden gewählt, damit der Durchgang durch den ganzen Zug möglich war.
Die Fahrzeuge wurden bis Ende der 1980er Jahre eingesetzt. Sie verkehrten dank der geringen Achslast fast auf dem ganzen Streckennetz Italiens und wurden von den FS auch an verschiedene Bahnen, wie die Ferrovie Nord Milano, die Ferrovia Casentinese oder die Ferrovia Cancello–Benevento ausgeliehen. Anfang der 1990er Jahre wurden alle Triebwagen außer Dienst gestellt.

## Technik

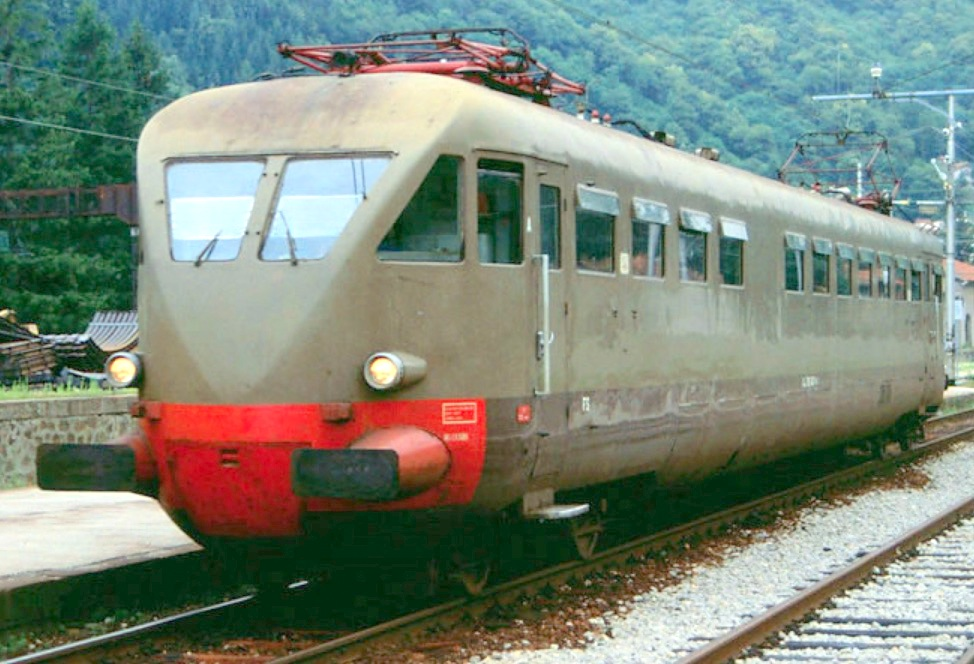
ALe 790.047 von OM mit RS4 Codici erkennbar am verschlossenen Fenster

Die von Fiat gebauten Triebwagen der ersten Serie hatten genietete Wagenkasten aus Aluminium, was äußerlich gut erkennbar war an den Abdeckbändern über den Nieten. Der Innenraum war in zwei Abteile unterteilt – eines für die 2. Klasse, eines für die 3. Klasse. Zwischen den Abteilen war das WC angeordnet. Die elektrische Ausrüstung der Fahrzeuge von Fiat stammte von Ercole Marelli.
Abhängig von der Getriebeübersetzung hatten die Triebwagen bei Ablieferung eine Maximalgeschwindigkeit von entweder 115 km/h oder 135 km/h, die aber später auf 130 km/h heruntergesetzt wurde. In den 1970er Jahren waren die Triebwagen nur noch für 115 km/h zugelassen.
Die zweite Serie wurde von den Herstellern Società Nazionale Officine di Savigliano, Officine Meccaniche (OM) und Ansaldo gebaut. Diese Triebwagen hatten geschweißte Wagenkasten aus Stahl mit glatten Seitenwänden.
In den 1970er Jahren erhielten einige Fahrzeuge die Bordausrüstung für das Zugsicherungssystem RS4 Codici. Die Geräte wurden in der Gepäckablage vor dem WC untergebracht und das an das angrenzende Fenster verschlossen.